# Werbky (Pawlohrad)
Werbky (ukrainisch Вербки; russisch Werbki) ist ein Dorf in der ukrainischen Oblast Dnipropetrowsk mit etwa 3800 Einwohnern (2006).

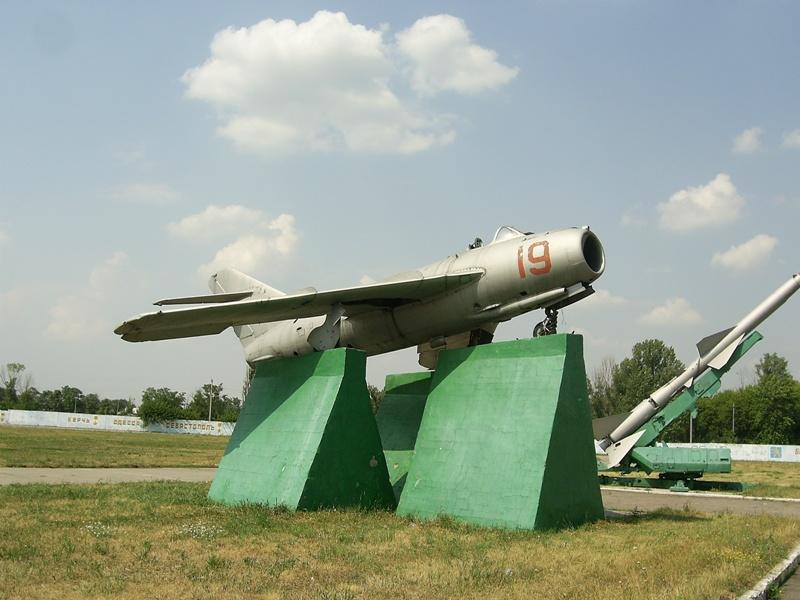
Denkmal im Ort

Das Dorf liegt im Rajon Pawlohrad 10 km nördlich vom Rajonzentrum Pawlohrad an der Mündung der Mala Terniwka (Мала Тернівка) in die Samara und an der Regionalstraße P–51. Das Oblastzentrum Dnipro liegt etwa 80 km westlich von Werbky.

## Verwaltungsgliederung
Am 14. August 2015 wurde das Dorf zum Zentrum der neugegründeten Landgemeinde Werbky (Вербківська сільська громада/Werbkiwska silska hromada). Zu dieser zählten auch die 11 in der untenstehenden Tabelle aufgelisteten Dörfer, bis bildete es zusammen mit den Dörfern Morosiwske und Nowi Werbky die gleichnamige Landratsgemeinde Werbky (Вербківська сільська рада/Werbkiwska silska rada) im Norden des Rajons Pawlohrad.
Am 12. Juni 2020 kam noch die Dörfer Oleksandriwka, Oleniwka, Serhijiwka und Solonzi aus dem Rajon Jurjiwka zum Gemeindegebiet.
Folgende Orte sind neben dem Hauptort Werbky Teil der Gemeinde:
| Name                           | Name                    | Name                                            |
| ukrainisch transkribiert       | ukrainisch              | russisch                                        |
| ------------------------------ | ----------------------- | ----------------------------------------------- |
| Kotschereschky                 | Кочережки               | Кочерёжки (Kotscherjoschki)                     |
| Morosiwske                     | Морозівське             | Морозовское (Morosowskoje)                      |
| Nowi Werbky                    | Нові Вербки             | Новые Вербки (Nowyje Werbki)                    |
| Nowomykolajiwske               | Новомиколаївське        | Новониколаевское (Nowonikolajewskoje)           |
| Oleksandriwka                  | Олександрівка           | Александровка (Aleksandrowka)                   |
| Oleniwka                       | Оленівка                | Оленовка (Olenowka)                             |
| Pidlisne                       | Підлісне                | Подлесное (Podlesnoje)                          |
| Poperetschne                   | Поперечне               | Поперечное (Poperetschnoje)                     |
| Scholobok                      | Жолобок                 | Желобок (Schelobok)                             |
| Serhijiwka                     | Сергіївка               | Сергеевка (Sergejewka)                          |
| Solonzi (bis 2016 Komsomolske) | Солонці (Комсомольське) | Солонцы (Solonzy)/Комсомольское (Komsomolskoje) |
| Step                           | Степ                    | Степь                                           |
| Swidiwok                       | Свідівок                | Свидовок (Swidowok)                             |
| Wessele                        | Веселе                  | Весёлое (Wesjoloje)                             |
| Wjasiwok                       | В'язівок                | Вязовок (Wjasowok)                              |